# Tonneau Rey de los Belgas

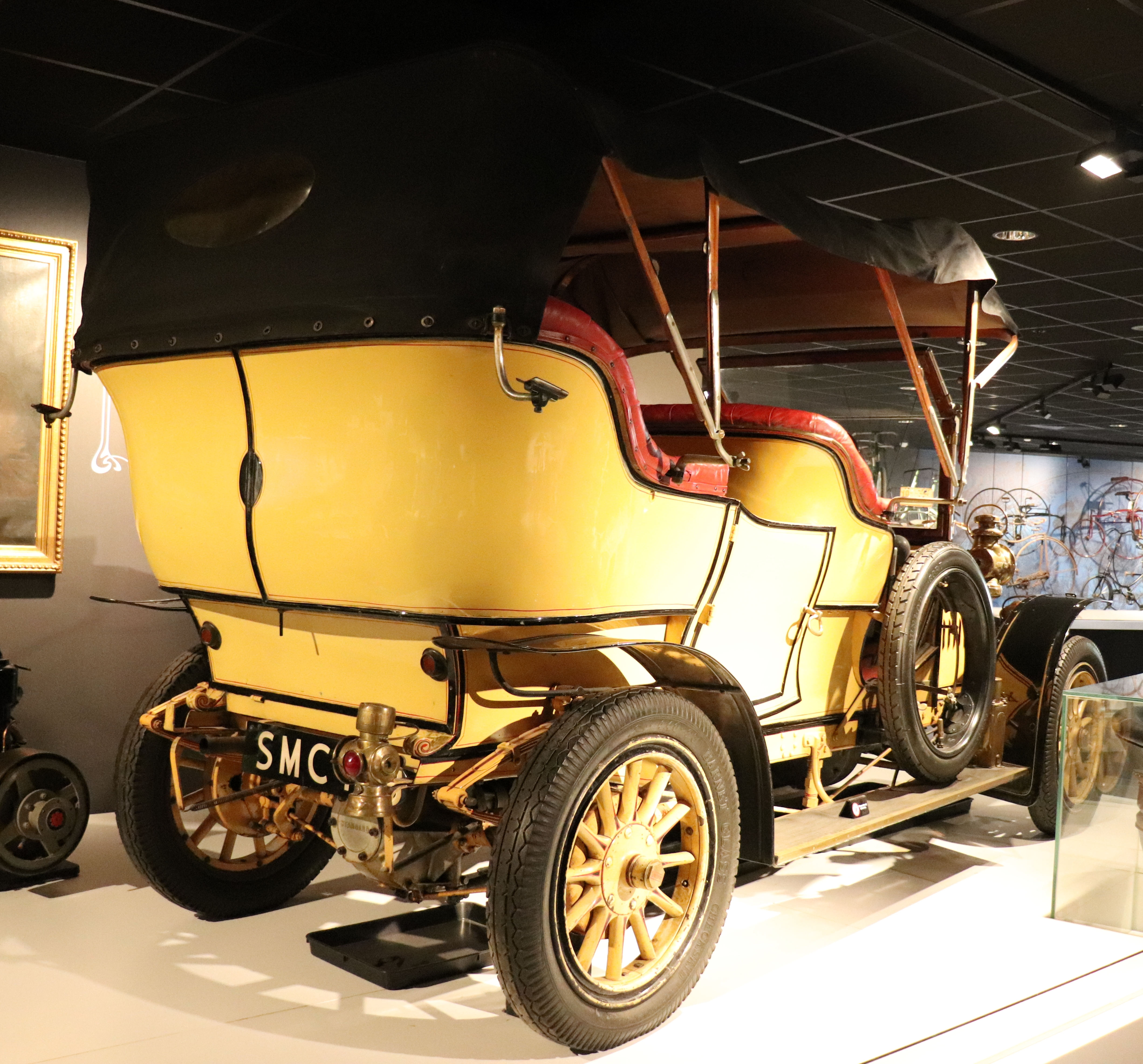
Carrocería Roi-des-Belges de 1907
sobre un chasis Standard Thirty; obsérvense los asientos en forma de tulipán

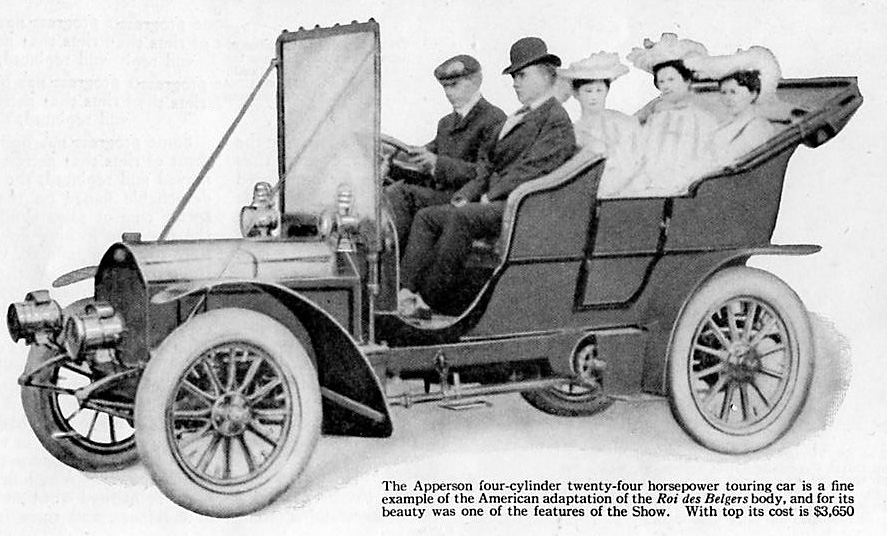
Apperson 24 HP Modelo B de 1905 con carrocería "Roi des belges" tonneau

Roi-des-Belges ("Rey de los Belgas") o faetón tulipán era un tipo de carrocería utilizado en vehículos de motor de lujo a principios del siglo XX. Era un faetón doble con una carrocería abultada cuyo aspecto "sugería la forma de un tulipán". Las protuberancias traseras de la carrocería acomodaban dos asientos de esquina a los que se accedía desde la parte trasera por una puerta central con un pequeño asiento abatible.
El estilo Roi-des-Belges comenzó con un Panhard et Levassor de 40 hp de 1901 con una carrocería Rothschild, encargado por Leopoldo II de Bélgica, Roi des Belges. El estilo fue sugerido por la famosa bailarina Cléo de Mérode, quien se suponía que era la amante de Leopoldo.

El estilo y el nombre "Roi-des-Belges" se utilizaron en muchas marcas de la época, incluidas Mototri Contal, Packard, Rolls-Royce o Spyker, y Renault, así como por  distintos carroceros.